# Ladislao Mazurkiewicz
Ladislao Mazurkiewicz Iglesias (Piriápolis, 14 februari 1945 – Montevideo, 2 januari 2013) was een Uruguayaans voetbaldoelman. Fans en ploeggenoten noemden hem "El Chiquito" (de kleine) vanwege zijn relatief geringe lengte.
Mazurkiewicz wordt beschouwd als een van de beste keepers van zijn generatie. Lev Jasjin die door velen als beste doelman ooit wordt beschouwd, wees bij zijn afscheidswedstrijd in 1971 Mazurkiewicz aan als zijn opvolger.

## Persoonlijk leven
Mazurkiewicz was de zoon van een Poolse vader en een Spaanse moeder. Zijn grootmoeder vluchtte in 1939 uit Warschau om haar kinderen te behoeden voor de Tweede Wereldoorlog. Ondanks zijn achtergrond sprak Mazurkiewicz geen Pools en heeft hij het geboorteland van zijn vader nooit bezocht.
Mazurkiewicz overleed in 2013 op 67-jarige leeftijd in zijn woonplaats Montevideo. Hij kampte met ademhalingsproblemen en nierfalen.

## Clubcarrière
Mazurkiewicz tekende op 16-jarige leeftijd een contract bij Racing Club. Daar begon hij als buitenspeler maar werd hij na twee jaar omgevormd tot keeper toen de vaste doelman naar de tandarts moest. In 1964 maakte Mazurkiewicz de overstap naar het Peñarol van Roque Máspoli. Daar groeide hij uit tot de beste keeper die de club ooit heeft gehad. Mazurkiewicz won met zijn club in 1965, 1967 en 1968 het landskampioenschap en in 1966 de Copa Libertadores. Daarnaast legde de club in 1966 beslag op de Wereldbeker voetbal door een dubbele 2-0 overwinning op het grote Real Madrid. Drie jaar later behaalde Peñarol eveneens de Wereld Supercup, een toernooi met deelnemers van vroegere intercontinentale bekerwinnaars, dat echter geen lang leven beschoren was. In deze periode presteerde Mazurkiewicz het ook om 987 minuten geen tegendoelpunt te incasseren in de Uruguayaanse competitie, een record dat nog steeds stand houdt.
In 1970 kwam Peñarol in geldnood en werd het gedwongen om haar sterspelers te verkopen. Mazurkiewicz werd onder meer bij Ajax aangeboden, maar de Amsterdammers vonden de vraagprijs van een miljoen gulden veel te hoog. Uiteindelijk vertrok Mazurkiewicz naar het Braziliaanse Atlético Mineiro. Met de club werd hij in 1971 landskampioen. Nadien stond Mazurkiewicz nog onder contract bij Granada in Spanje, Cobreloa in Chili en América de Cali in Colombia. Hij sloot zijn loopbaan in 1981 af met een landskampioenschap bij zijn oude club Peñarol.

## Interlandloopbaan
Mazurkiewicz hielp het Uruguayaans voetbalelftal naar de halve finales van het WK van 1970 in Mexico. In die halve finale verloor Uruguay met 1-3 van Brazilië, de latere winnaar. Het waren ook de eerste doelpunten die Uruguay moest incasseren na vier wedstrijden zonder tegentreffers. Mazurkiewicz werd na afloop uitgeroepen tot beste doelman van het toernooi.
Mazurkiewicz was ook keeper op het WK van 1974, waar zijn land in de groepsfase van Nederland verloor (0-2). Met de nationale ploeg won hij de Copa América in 1967.

## Erelijst
Met Peñarol:
- Primera División (4): 1965, 1967, 1968, 1981
- Copa Libertadores (1): 1966
- Wereldbeker voetbal (1): 1966
- Wereld Supercup (1): 1969

Met Atlético Mineiro:
- Série A (1): 1971

Met Uruguay:
- Zuid-Amerikaans kampioenschap voetbal onder 20 (1): 1964
- Copa América (1): 1967